# Lockheed Vega
Pour les articles homonymes, voir Véga (homonymie).
Dimensions
Le Lockheed Vega est un avion de transport de passagers, également utilisé comme avion militaire, développé dans les années 1920 par la Lockheed Aircraft Corporation. Monoplan de six passagers, construit par la compagnie Lockheed à partir de 1927, il est devenu célèbre de par son utilisation par un certain nombre d'as du pilotage qui furent attirés par sa conception robuste adaptée à la très longue distance. Parmi eux, Amelia Earhart devint la première femme à traverser l'Atlantique sans escale et Wiley Post fit deux fois le tour du monde avec le sien.

## Conception et développement

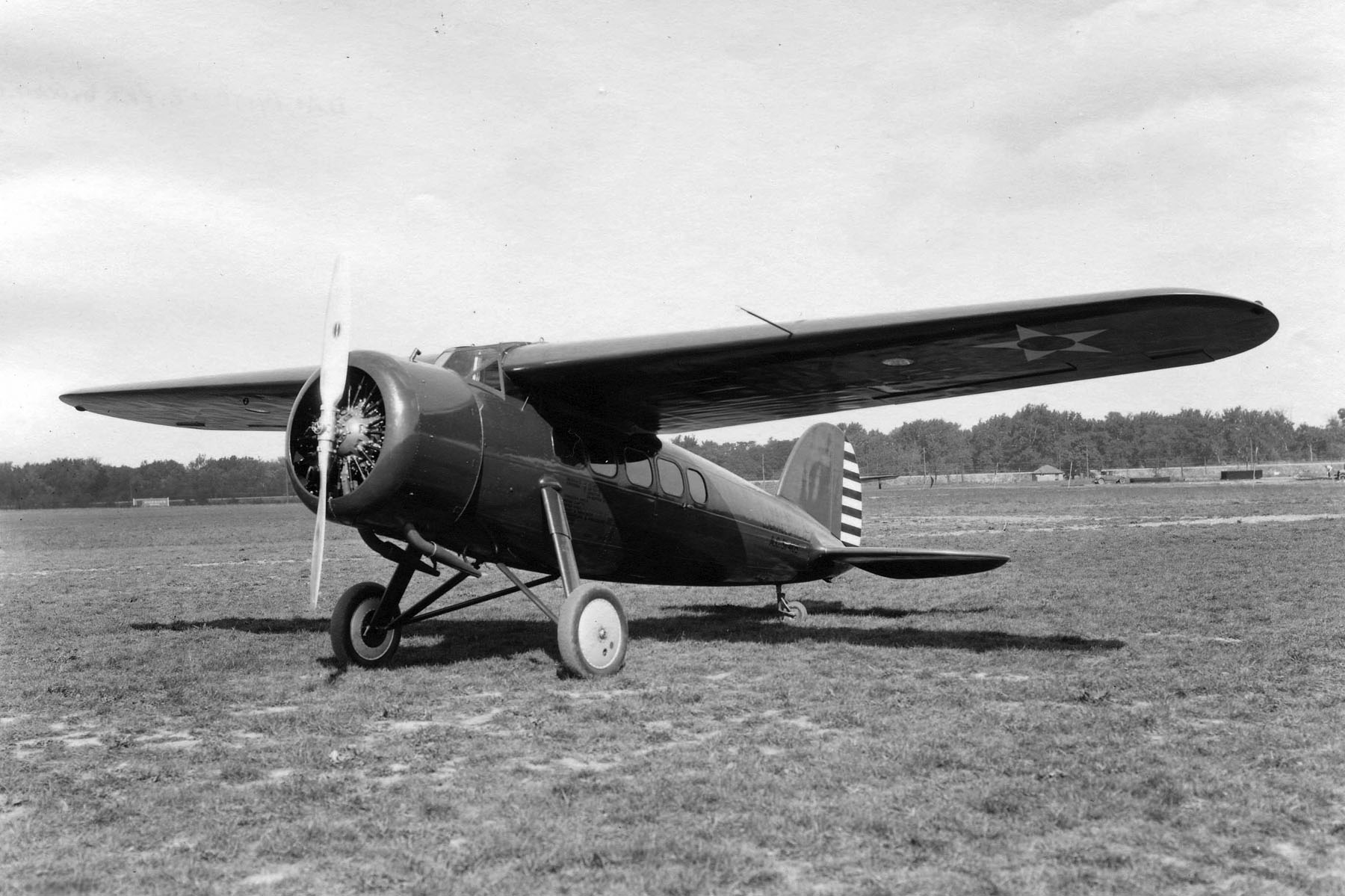
Un Y1C-12 de l'USAAC.

Conçu par John Knudsen Northrop et Gerrard Vultee, qui ont ensuite fondé chacun leur propre entreprise, l'avion était initialement destiné à servir sur les lignes aériennes propres de Lockheed. Ils décidèrent de construire un avion de quatre places qui soit non seulement robuste, mais aussi le plus rapide. Utilisant les dernières créations dans les fuselages monocoques, ailes de type cantilever et le meilleur moteur disponible, le Vega a tenu sa promesse de vitesse.
Le fuselage était monocoque, construit à partir de feuilles de contreplaqué plaquées sur des nervures en bois. Avec un grand moule en béton, un demi fuselage était stratifié en sections avec de la colle, puis une vessie de caoutchouc était descendue dans le moule et gonflée à l'air pour comprimer la stratification sur la forme. Les deux moitiés de fuselage étaient ensuite clouées et collées sur un treillis de nervures. Avec un fuselage construit de cette façon, le longeron d'aile devait être dégagé, ils ont donc décidé de faire un longeron unique monté en porte à faux sur le dessus de l'avion. La seule partie de l'avion qui n'était pas particulièrement profilée était le train d'atterrissage, bien que les versions de production portait d'élégantes « guêtres ». Comme propulsion, ils ont choisi le Wright Whirlwind, qui délivrait 225 ch (168 kW).

## Histoire opérationnelle
Le premier Vega 1, nommé Golden Eagle, a décollé de l'usine Lockheed de Los Angeles le 4 juillet 1927. Il avait une vitesse de croisière rapide pour l'époque de 193 km/h, et une vitesse de pointe de 217 km/h. Mais sa capacité de quatre passagers (plus un pilote) a été jugée trop faible pour l'utilisation en transport aérien. Cependant un certain nombre de propriétaires privés ont passé des commandes de ce modèle, et fin 1928, 68 exemplaires de cette création originale avaient été produits. Au National Air Races de 1928 à Cleveland, les Vega ont remporté tous les prix de vitesse.
Cherchant à améliorer la conception, Lockheed a sorti le Vega 5 en 1929 : mise en place du Pratt & Whitney R-1340 Wasp de 450 ch (336 kW) et réduction suffisante du poids pour permettre d'ajouter deux sièges. Un nouveau carénage NACA augmenta de la vitesse de croisière à 249 km/h et vitesse de pointe à 266 km/h. Cependant, même la nouvelle configuration à six places s'est révélée trop juste, et les 5 ont été achetés principalement pour l'aviation privée et le transport exécutif. Un total de 64 Vega 5 ont été construits. En 1931, l'US Air Corps a acheté deux Vega 5, l'un désigné C-12 et l'autre C-17. Le C-17 est différent ayant un jeu de réservoirs de carburant supplémentaires dans les ailes.
Il pouvait être difficile d'atterrir avec le Vega. Dans ses mémoires, Elinor Smith a écrit qu'il « planait comme un rocher tombant d'une montagne ». En outre, la visibilité avant et latérale de l'habitacle était extrêmement limitée ; Lane Wallace, un chroniqueur pour le magazine Flying a écrit que « même en vol en palier, le pare-brise offrait une meilleure vue du ciel que de toute autre chose, ce qui lançait plus qu'un défi de détecter un changement d'attitude ou d'angle d'inclinaison. Au décollage ou l'atterrissage, il n'y avait pratiquement pas la moindre visibilité vers l'avant ».

## Variantes
Vega 1monoplan, cabine à cinq places, un pilote et quatre passagers, motorisé avec un moteur Wright J-5, J-5A, J-5AB ou J-5C Whirlwind en étoile de 225 ch (168 kW).
Vega 2monoplan, cabine à cinq places, propulsé par un moteur Wright J-6 Whirlwind en étoile de 300 ch (224 kW).
Vega 2Aun Vega 2, modifié pour opérateurs ayant besoin de plus de poids brut.
Vega 2Dtransformation de deux Vega 1 et un Vega 2, munis chacun du moteur Pratt Whitney Wasp à cylindres en étoile de 300 ch (224 kW).
Vega 5version améliorée, propulsé par un moteur en étoile Wasp A de 410 ch (306 kW), Wasp B de 450 ch (336 kW) ou Wasp C1 de 420 ch (313 kW).
Vega 5A exécutifversion de transport exécutif, avec un intérieur luxueux.
5B Vegaversion transport de passagers sept places.
Vega 5Csurfaces de queue revues.
DL-1Vega 5C avec un fuselage en alliage léger. Construit par la Detroit Aircraft Corporation.
DL-1Bmonoplan cabine sept places, semblable au DL-1. Construit par la Detroit Aircraft Corporation.
DL-1 spécialversion de courses aériennes et de record. Un exemplaire construit par la Detroit Aircraft Corporation, exporté au Royaume-Uni.
Y1C-12un DL-1 acquis par l'US Army Air Corps pour des tests de service et d'évaluation.
Y1C-17un DL-1B acquis par l'US Army Air Corps pour des tests de service et d'évaluation.
UC-101un Vega 5C entré au service de l'US Army Air Force en 1942.

## Survivants

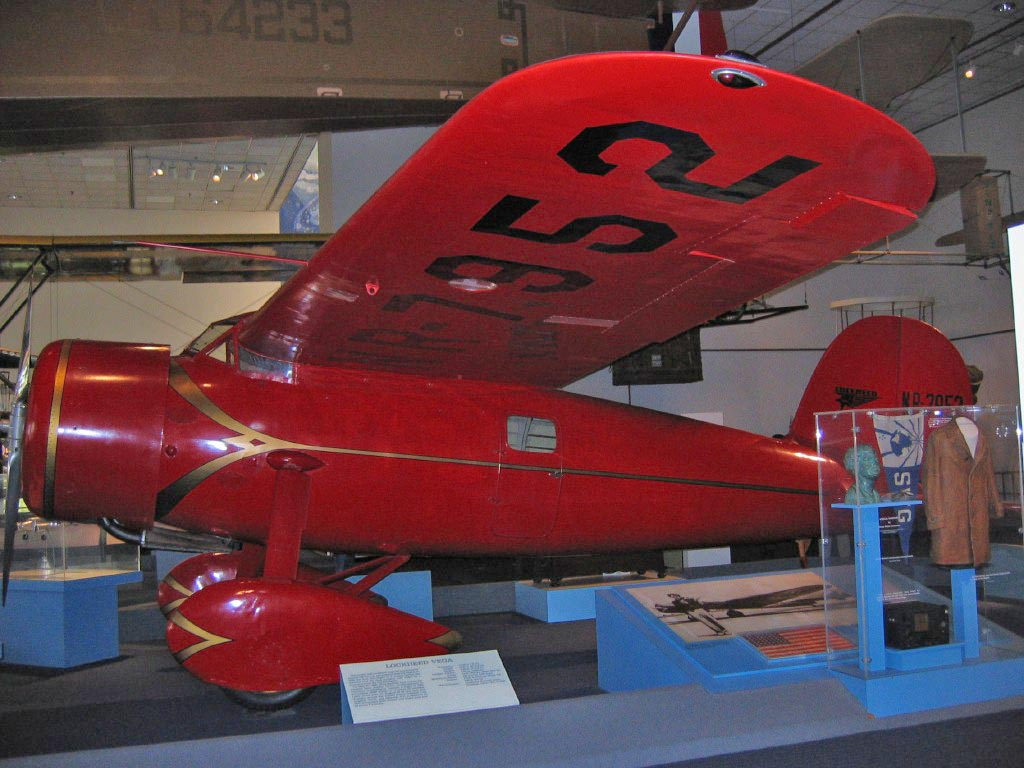
Le Vega 5B rouge piloté par Amelia Earhart a battu deux records du monde.

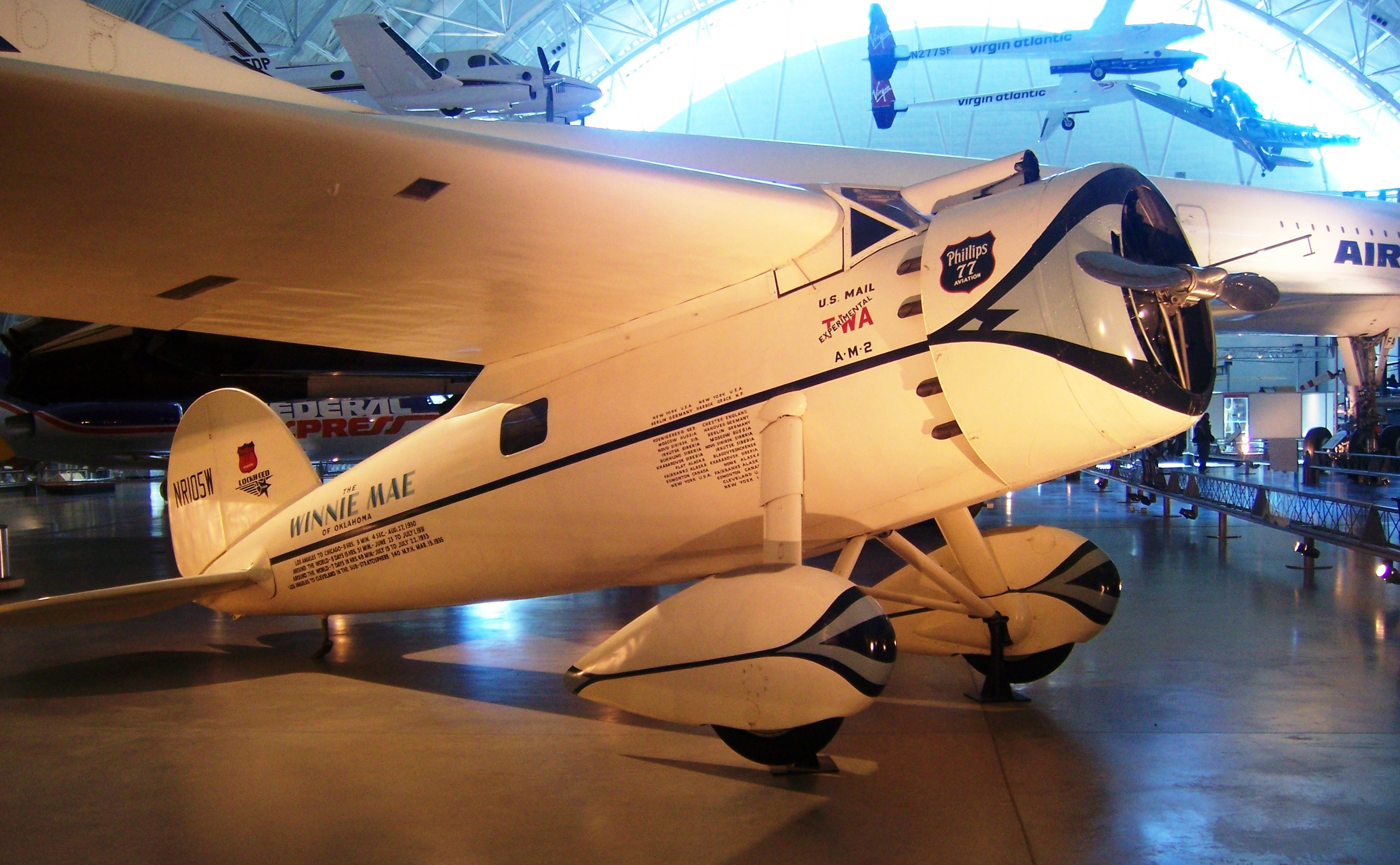
Le modèle 5C Winnie Mae de Wiley Post au Steven F. Udvar-Hazy Center

- Les Vega de Wiley Post, Winnie Mae, et d'Amelia Earhart[2] font partie de la collection du National Air and Space Museum. Le Vega transatlantique de Earhart est exposé au National Air and Space Museum originel construit à Washington. Le "Winnie Mae" est exposé au Steven F. Udvar-Hazy Center, installé en bordure de l'aéroport Washigton-Dulles, en Virginie.
- En 1969, le s/n 72 initialement détenus par la société indépendante Oil and Gas Company of Tulsa, en Oklahoma, a été restauré par Dave Jameson avec le schéma de peinture du Winnie Mae. L'avion était également un laboratoire de l'électronique embarquée pour la compagnie General Electric. Il diffère de l'original par l'installation d'un plus gros moteur R-1340[3]. Il est actuellement au musée Fantasy of Flight de Polk City, en Floride.
- Le musée Henry Ford à Dearborn (Michigan) possède le s/n 40 ex-N965Y il est actuellement peint aux couleurs de celui de Earhart.

## Opérateurs
Australie
- Royal Australian Air Force - un seul avion

 États-Unis
- United States Army Air Corps
- United States Army Air Force

 Lituanie
- Force aérienne militaire lituanienne - un seul avion, pris apres un vol transatlantique

### Développement lié
- Lockheed Air Express
- Lockheed Explorer
- Lockheed Sirius
- Lockheed Model 9 Orion
- Lockheed Altair